# 국립 지난 국제대학

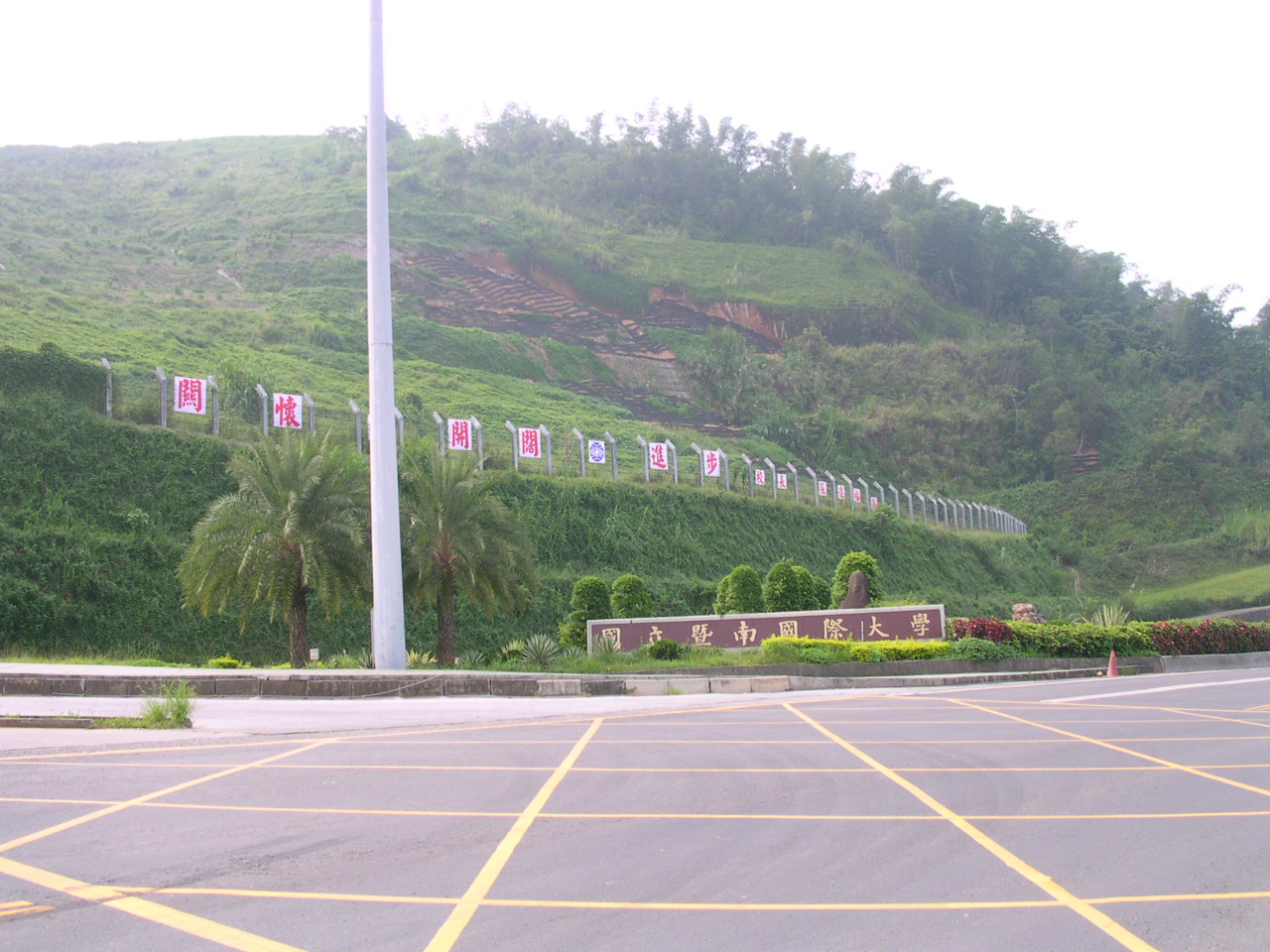

국립 지난 국제대학(중국어 정체자: 國立暨南國際大學, 국립기남국제대학)은 중화민국 난터우 현에 있는 중화민국의 국립 대학이다.

## 연혁
1995년 설립

## 조직 현황
- 인문학원
  - 중국문학계기연구소
  - 외국어문학계기연구소
  - 사회정책과사회공작학계기연구소
  - 공공행정과정책학계기연구소
  - 역사학계기연구소
  - 동남아연구소 보관됨 2012-01-20 - 웨이백 머신
  - 인류학연구소
  - 중국어교육연구소

- 관리학원
  - 재무금융학계기연구소
  - 경제학계기연구소
  - 국제기업학계기연구소
  - 자신관리학계기연구소
  - 레저관광관리학계
  - 찬여관리학계
  - 경영관리석사학위프로그램

- 과기학원
  - 자신공정학계기연구소
  - 토목공정학계기연구소
  - 전기공정학계기연구소
  - 응용화학학계
  - 응용재료와광전자공학학계기연구소

- 교육학원
  - 국제문교와비교교육학계기연구소
  - 교육정책과행정학과
  - 성인평생교육연구소
  - 심리지도와상담연구소
  - 교과교육과기술연구소
  - 평생학습과인적자원개발석사학위프로그램

## 같이 보기
- 지난 대학 (광저우시) - 중국 광둥성 광저우시 소재